# Учебное судно

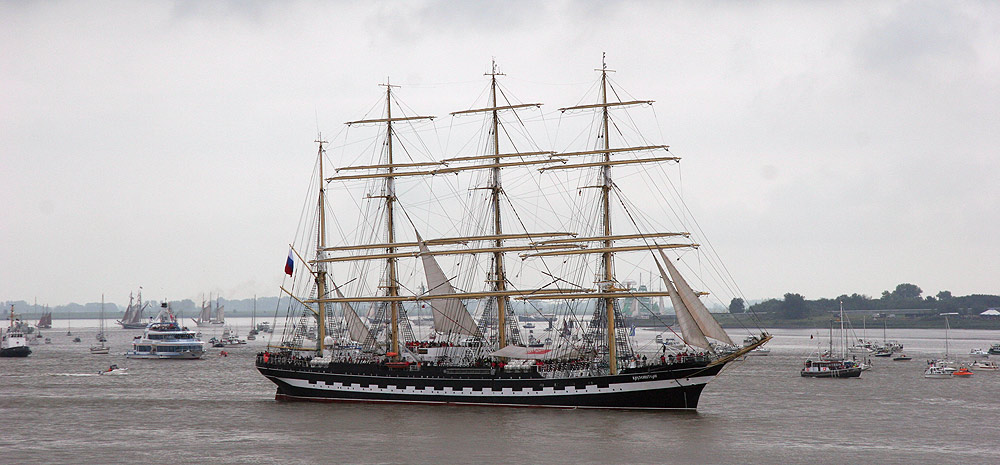
Учебное парусное судно «Крузенштерн»

Уче́бное су́дно — специально построенное или переоборудованное служебно-вспомогательное судно для плавательной практики курсантов морских учебных заведений (может быть парусником, но не обязательно). Термин появился в середине XIX века, однако, фактически первые учебные суда появились значительно раньше.